# Tournavaux
Tournavaux – miejscowość i gmina we Francji, w regionie Grand Est, w departamencie Ardeny.
Według danych na rok 1990 gminę zamieszkiwało 120 osób, a gęstość zaludnienia wynosiła 77 osób/km².

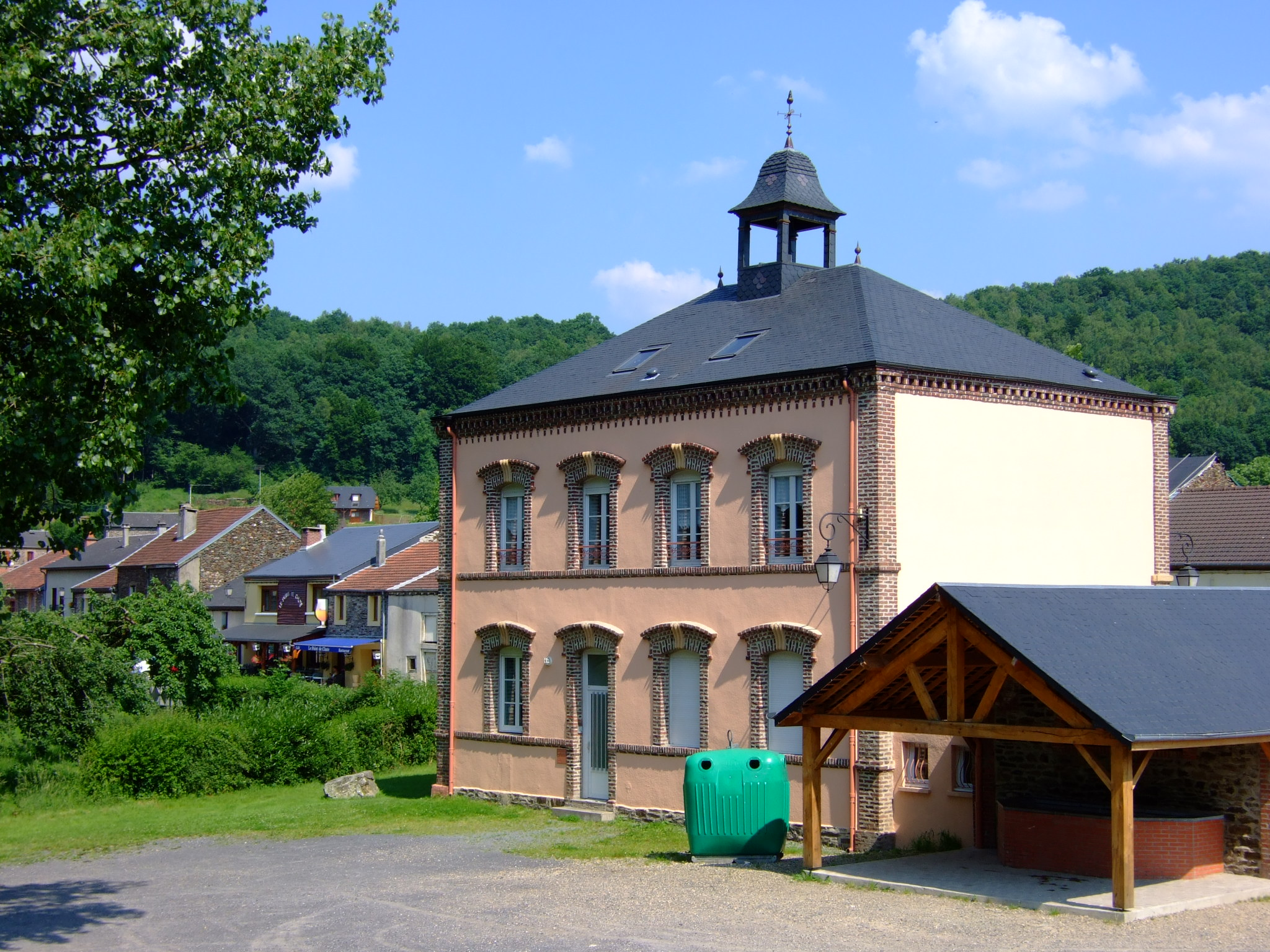
Ratusz w Tournavaux, 2008